# Sulfeto de lítio
Sulfeto de lítio é o composto orgânico com a fórmula Li2S. Cristaliza no padrão antifluoreto, descrito como o sal (Li+)2S2–. Forma um sólido pulvurulento amarelo pálido deliquescente. Ao ar, facilmente se hidrolisa liberando sulfeto de hidrogênio (com odor de ovo podre).